# يوشيوكي مياكي
يوشيوكي مياكي (باليابانية: 三宅義行؛ بالكانا: みやけ よしゆき) هو رباع ياباني، ولد في 30 سبتمبر 1945 في موراتا ‏ في اليابان.

## وصلات خارجية
- يوشيوكي مياكي على موقع أوليمبيديا (الإنجليزية)